# Edwin Edwards (konstnär)
Edwin Edwards, född 6 januari 1823, död 15 september 1879, var en brittisk målare och etsare.
Edwards ägnade sig först åt juridiken, och var en mogen man, då han under en resa i Tyrolen 1859 började omsätta sina landskapsintryck i bild, till en början i akvarell och olja och senare framför allt i etsningar. Edwards etsade landskap med motiv från Themsen, klippkusterna i Cornwall, engelska katedraler och andra arkitekturverk och utmärker sig för en klar och ren teckning och träffsäker blick för de engelska landskapstyperna. är representerad vid bland annat Nationalmuseum i Stockholm.